# Grande Peur
Grande Peur (česky velký strach) je ve francouzských dějinách označení pro sérii událostí, které se odehrály na francouzském venkově mezi 20. červencem a 6. srpnem 1789 krátce po vypuknutí Velké francouzské revoluce. V reakci na zvěsti o spiknutí aristokracie, se rolníci chopili zbraní a na mnoha místech propukaly násilné rolnické vzpoury. Tato povstání vedla k tomu, že Ústavodárné národní shromáždění pod tlakem těchto událostí v noci ze 4. na 5. srpna 1789 zrušilo mnoho výsad privilegovaných stavů.

## Průběh
V létě 1789 mnoho sedláků odmítlo zaplatit daně nebo poplatky svým lením pánům. Kromě toho byla venkovská populace pod vlivem událostí v Paříži (útok na Bastilu). Obávala se pomsty ze strany šlechty a k tomu se šířily zvěsti o tom, že celou zemí táhnou hordy žebráků, lupičů a intrikánů. Venkované se v panice kvůli této údajné hrozbě ozbrojili. Když si uvědomili, že zemí žádné loupežné bandy netáhnou, namířili nahromaděnou agresi proti šlechtě a jejímu majetku. Docházelo k útokům na zámky a jejich podpalování. Zejména ničili písemnosti obsahující daňové povinnosti poddaných a výsady šlechty. Tato série spontánních násilností vstoupila do dějin pod označením Grande Peur.
Národní shromáždění zasedající ve Versailles reagovalo na venkovské rolnické povstání. Aby prokázalo svoji způsobilost, byly na zasedání v noci ze 4. na 5. srpna 1789 zrušeny některé výsady pro první a druhý stav. Zatímco např. daňové výsady šlechty a nevolnictví byly zrušeny, práva, která byla vázána na vlastnictví půdy, však zůstala v platnosti. Sedlákům zbývala jako jediná možnost se z placení poplatků vykoupit. I přes tento kompromis byly rolnické vzpoury důležitým krokem při odstraňování feudální systém v zemědělství. S koncem konstituční monarchie pak byl feudální systém zcela zrušen.